# Bất giao
Bất giao hay còn gọi thổ đinh quế, vảy ốc lông (danh pháp khoa học: Evolvulus alsinoides) là một loài thực vật có hoa trong họ Bìm bìm. Loài này được (L.) L. mô tả khoa học đầu tiên năm 1762.

## Hình ảnh

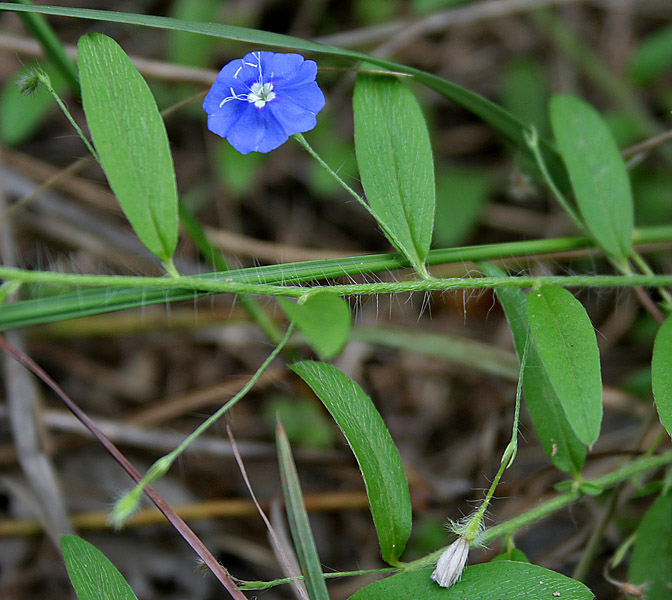
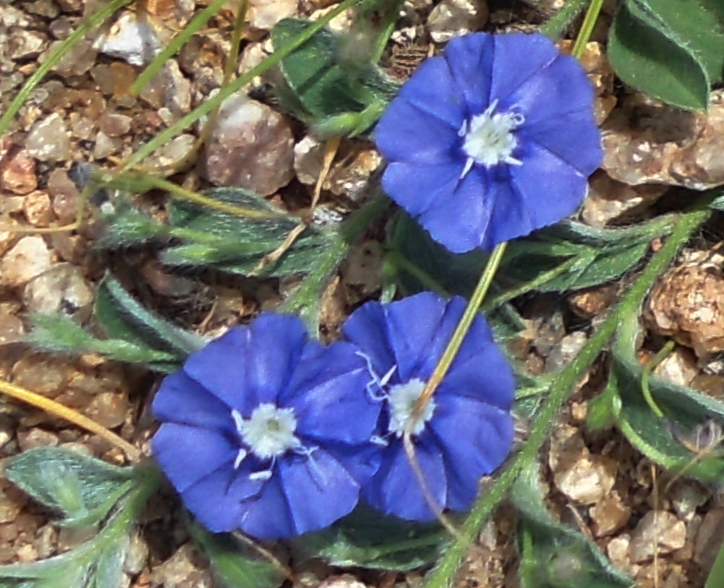
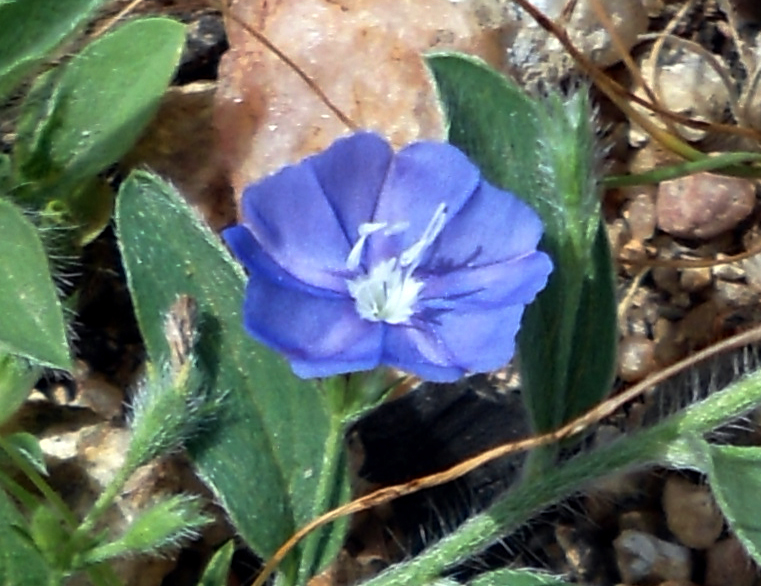
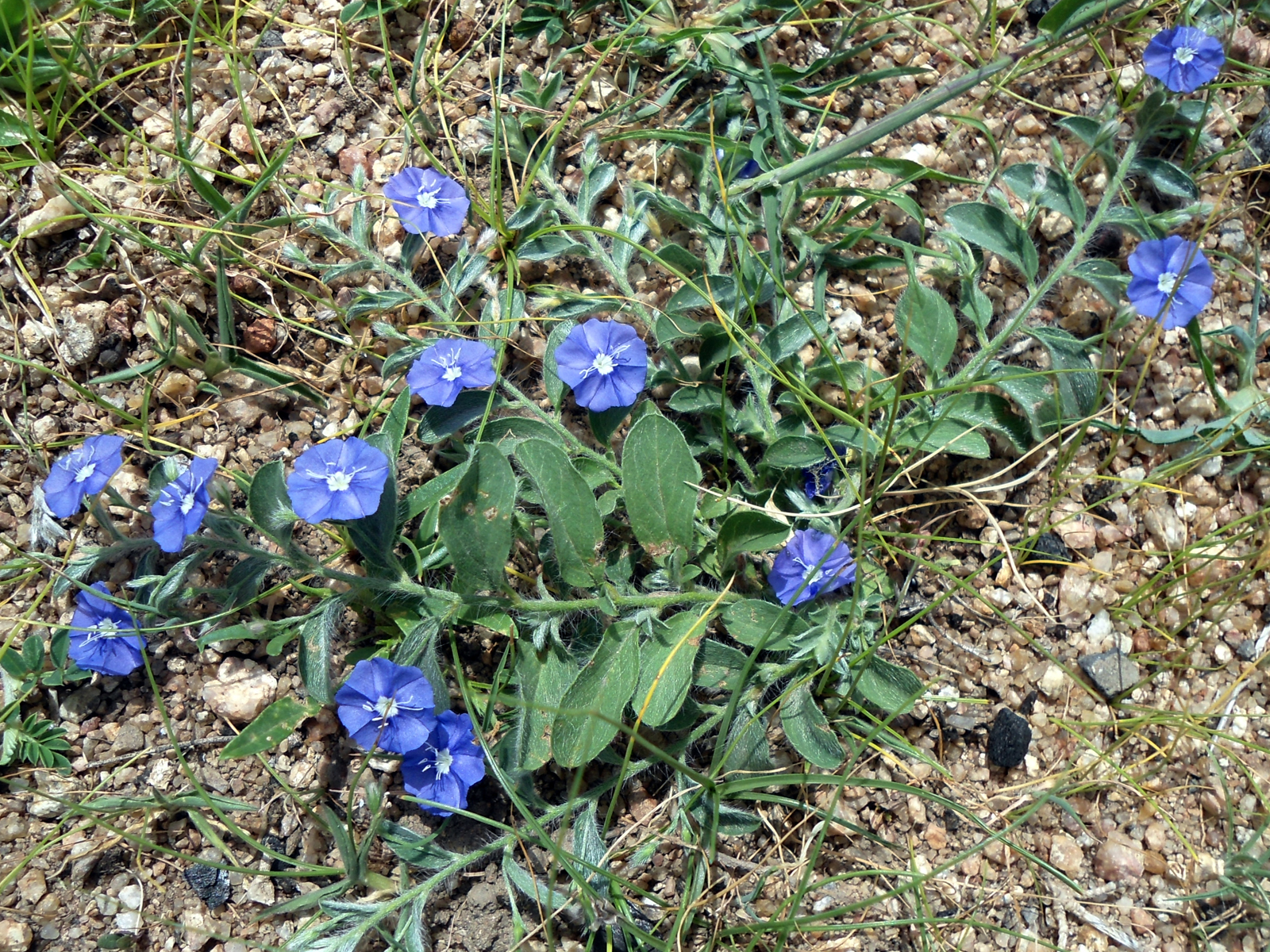